# هبةالله شیرازی
هبه‌الله بن عبدالوارث بن علی بن احمد شیرازی به ابن بوذی شهرت داشت و اهل شیراز بود. به دنبال استماع حدیث بسیار سفر کرد و در خراسان، عراق، یمن، مصر، شام، الجزیره، فارس و جبال استماع حدیث کرد. هبه‌الله برای جمع‌آوری حدیث سعی بلیغ داشت و به همین جهت احادیثی که نقل می‌کند قابل اطمینان و اعتماد بوده‌است. او کتابی در تاریخ به عنوان تاریخ شیراز تحریر کرده‌است. هبه‌الله شیرازی در سال ۴۸۵ هجری قمری درگذشت.